# Västerljung
Västerljung est une localité de Suède dans la commune de Trosa située dans le comté de Södermanland.
Sa population était de 377 habitants en 2019.